# 見せ槍
見せ槍（みせやり）とは、江戸時代の日本で死刑の執行直前に槍を用いて行った儀式的動作のことをいう。
死刑囚や周囲に死刑が執行されるのを伝え、恐怖や緊迫感を高めた。

## 概要

### 磔
磔刑の執行の際は、槍を構えた執行役が手代の合図で2人磔柱の左右に並び、処刑の最初に受刑者の目前で槍を交叉させた。

### 斬首刑
斬首刑の際は、実際に死刑囚を斬る刀を見せ、恐怖感を増大させた。

### 鋸挽き
鋸挽きの際も、最後は磔で処刑するため見せ槍が行われた。

## その他の用法
現在は性的な意味で用いられることが多い。